# Fractie-Frentrop
De fractie-Frentrop was van 31 maart 2022 tot en met 12 juni 2023 een fractie in de Nederlandse Eerste Kamer die was ontstaan als afsplitsing van de fractie van Forum voor Democratie.
Op die datum stapten de Eerste Kamerleden Paul Frentrop, tot dan toe fractievoorzitter van FVD, en Theo Hiddema uit deze fractie en gingen gezamenlijk verder. Zij maakten op 30 maart 2022 bekend dat zij hun FVD-lidmaatschap hadden opgezegd en stapten uit de Eerste Kamerfractie, omdat ze het niet eens waren met het besluit van de partij om niet aanwezig te zijn bij de toespraak van Oekraïens president Volodymyr Zelensky in de Tweede Kamer de volgende dag, die hij hield wegens de Russische invasie van Oekraïne. De partij beschouwde het toelaten van de toespraak van Zelensky als eenzijdige propaganda in een complex internationaal conflict.
In oktober 2022 stemde de fractie tegen een wet van minister van Justitie en Veiligheid Dilan Yeşilgöz-Zegerius, die taakstraffen onmogelijk moesten maken bij geweld tegen hulpverleners. Dit voorstel werd daardoor verworpen met 37 tegen en 35 voor.